# Canaveilles
Canaveilles  (en catalan Canavelles) est une commune française située dans le centre du département des Pyrénées-Orientales, en région Occitanie. Sur le plan historique et culturel, la commune est dans le pays de Conflent, correspondant à l'ensemble des vallées pyrénéennes qui « confluent » avec le lit creusé par la Têt entre Mont-Louis et Rodès.
Exposée à un climat océanique altéré, elle est drainée par la Têt et par divers autres petits cours d'eau. Incluse dans le parc naturel régional des Pyrénées catalanes, la commune possède un patrimoine naturel remarquable : un site Natura 2000 (les « sites à chiroptères des Pyrénées-Orientales ») et deux zones naturelles d'intérêt écologique, faunistique et floristique.
Canaveilles est une commune rurale qui compte 43 habitants en 2022, après avoir connu un pic de population de 315 habitants en 1846. Ses habitants sont appelés les Canaveillois ou  Canaveilloises.

## Géographie

### Localisation
La commune de Canaveilles se trouve dans le département des Pyrénées-Orientales, en région Occitanie.
Elle se situe à 56 km à vol d'oiseau de Perpignan, préfecture du département, et à 17 km de Prades, sous-préfecture.
Les communes les plus proches sont : 
Nyer (2,2 km), Thuès-Entre-Valls (2,5 km), Oreilla (2,6 km), Olette (2,7 km), Souanyas (2,8 km), Jujols (5,3 km), Escaro (5,4 km), Fontpédrouse (6,3 km).
Sur le plan historique et culturel, Canaveilles fait partie de la région de Conflent, héritière de l'ancien comté de Conflent et de la viguerie de Conflent. Ce pays correspond à l'ensemble des vallées pyrénéennes qui « confluent » avec le lit creusé par la Têt entre Mont-Louis, porte de la Cerdagne, et Rodès, aux abords de la plaine du Roussillon.

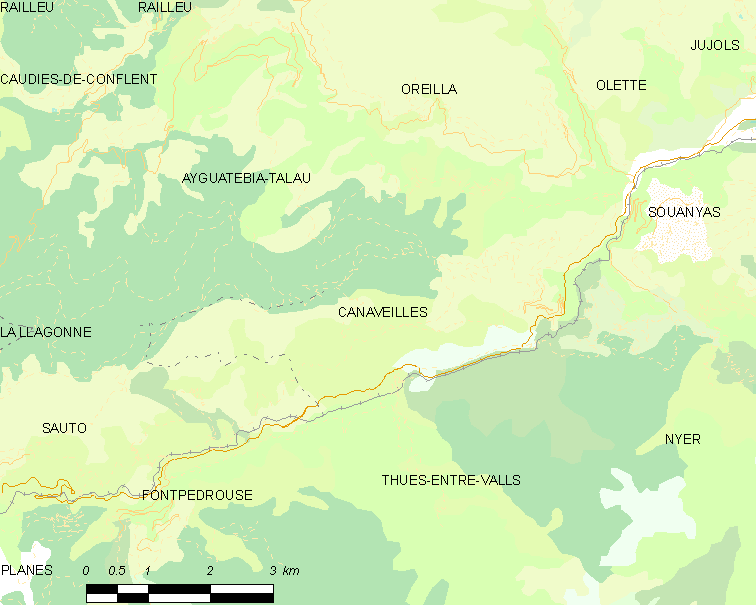
Situation de la commune.

|              | Ayguatébia-Talau  | Oreilla (quadripoint), Olette, Souanyas |
| Sauto        | Canaveilles       | Nyer                                    |
| Fontpédrouse | Thuès-Entre-Valls |                                         |

### Géologie et relief
La superficie de la commune est de 1 095 hectares. L'altitude varie entre 657 et 1 984 mètres.
La commune est classée en zone de sismicité 4, correspondant à une sismicité moyenne.

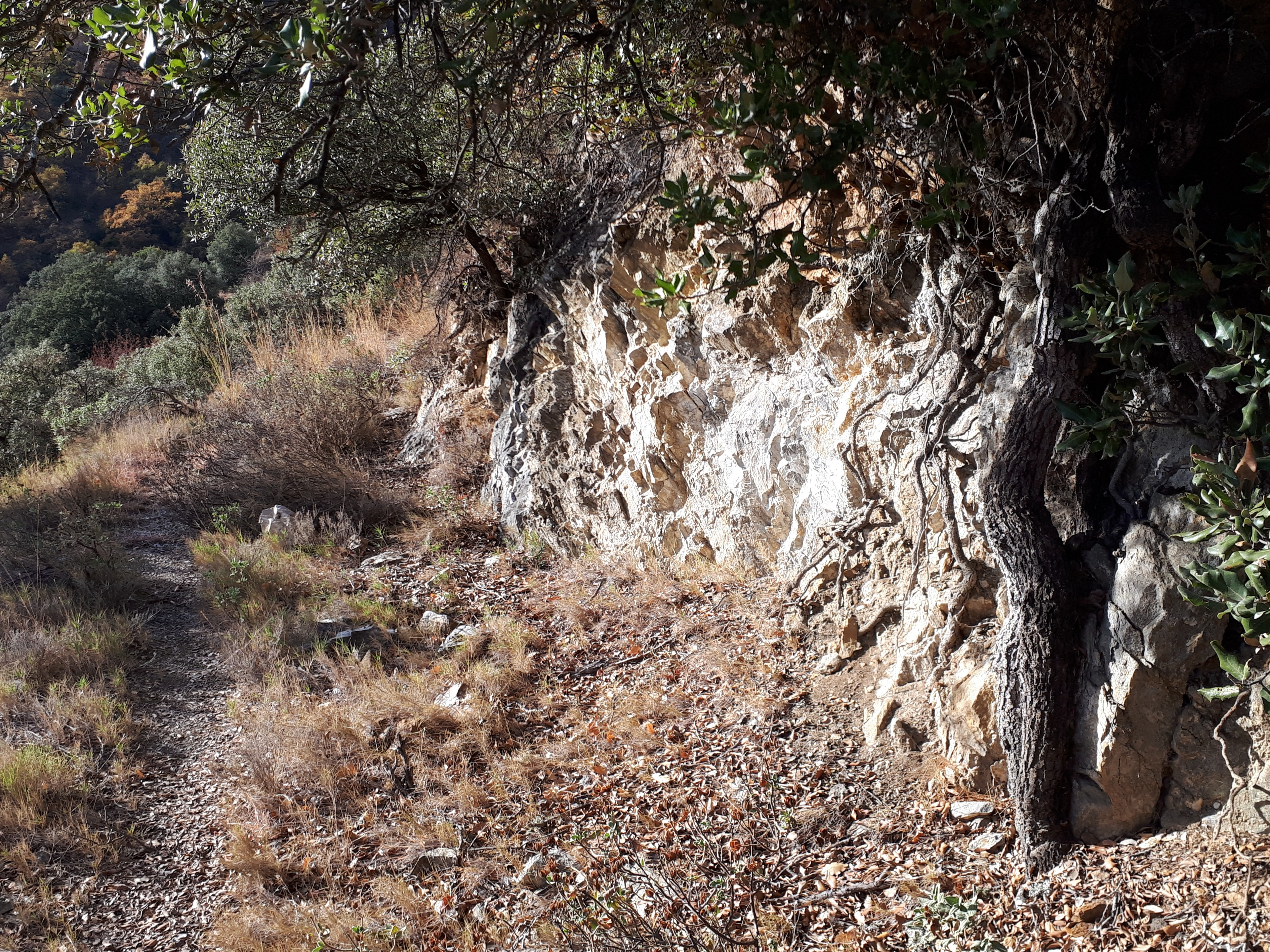
Affleurement de « marbre de Canaveilles », sur la pente entre le village et la rivière Têt en contrebas.

Canaveilles donne son nom à un ensemble de formations géologiques précambriennes qui s'étendent sur de vastes zones des Pyrénées orientales. Ces formations remontent à environ 600 millions d'années. Elles couvrent la majeure partie de la commune de Canaveilles,. Elles sont constituées principalement de divers types de schistes, mais on trouve également des couches de marbre blanchâtre caractéristique, comme sur la pente entre le village et la rivière Têt en contrebas. Une zone de granite hercynien se trouve également dans le coin sud-ouest de la commune, en contrebas de Llar.

### Hydrographie
Canal de Canaveilles
En 1839, le curé de Canaveilles demande au préfet la construction d'un canal permettant l'irrigation des terres communales. Ce canal sera construit en 1861 grâce à la création en 1859 d'une association syndicale. La prise d'eau s'effectue sur la Têt, au pied de Mont-Louis et de Fetges. Le canal parcourt donc 13,4 km à flanc de montagne, surplombant la vallée de la Têt parfois par des à-pics, en particulier au pied du roc de l'Aigle sur la commune voisine de Fontpédrouse. Il dessert aussi le village de Llar.
Au début des années 2000, il a été restauré sur de nombreuses sections, en particulier grâce à l'introduction par hélicoptère de gouttières métalliques, ce qui a permis une meilleure étanchéité et l'acheminement de l'eau à nouveau jusqu'à son extrémité, au bourg de Canaveilles.

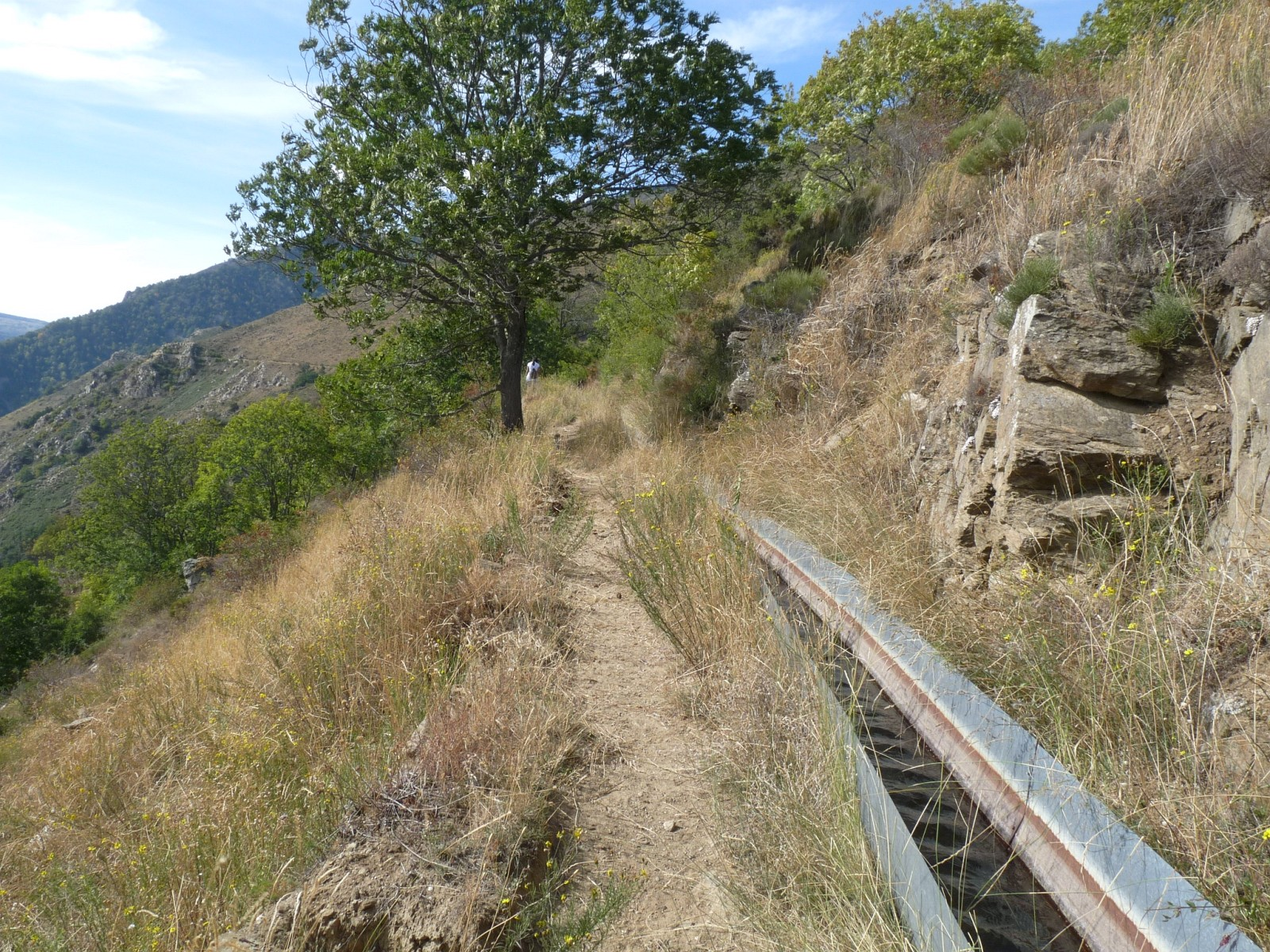
Le canal de Canaveilles en amont de Llar.
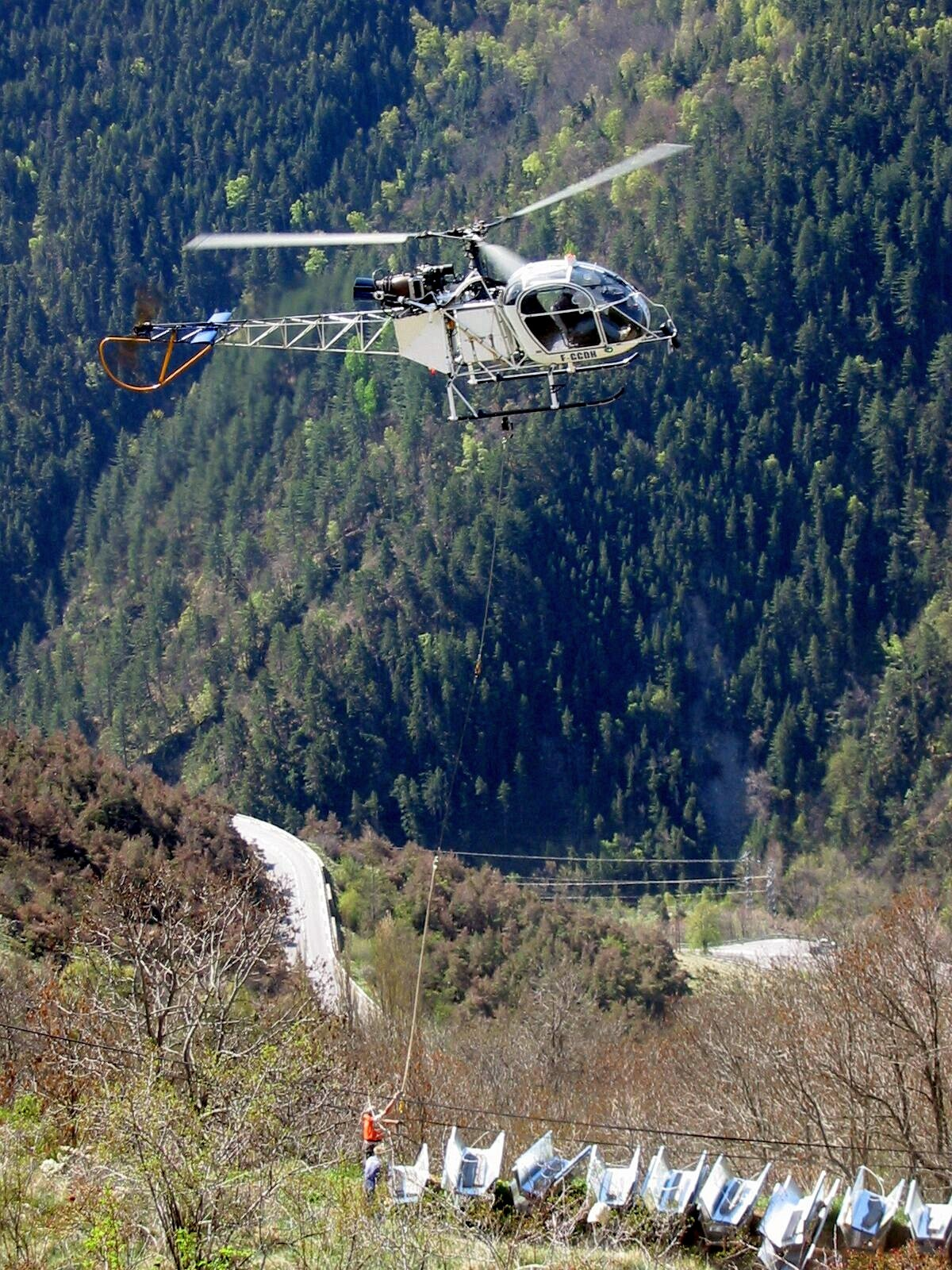
Étanchéité par hélicoptère à Sauto, près de Mont-Louis.

### Climat
Pour des articles plus généraux, voir Climat de l'Occitanie et Climat des Pyrénées-Orientales.
En 2010, le climat de la commune est de type climat océanique altéré, selon une étude du CNRS s'appuyant sur une série de données couvrant la période 1971-2000. En 2020, Météo-France publie une typologie des climats de la France métropolitaine dans laquelle la commune est exposée à un climat de montagne ou de marges de montagne et est dans la région climatique Pyrénées orientales, caractérisée par une faible pluviométrie, un très bon ensoleillement (2 600 h/an), un air sec, particulièrement en hiver et peu de brouillards.
Pour la période 1971-2000, la température annuelle moyenne est de 11,3 °C, avec une amplitude thermique annuelle de 14,6 °C. Le cumul annuel moyen de précipitations est de 824 mm, avec 6,7 jours de précipitations en janvier et 6,5 jours en juillet. Pour la période 1991-2020, la température moyenne annuelle observée sur la station météorologique la plus proche, située sur la commune de Formiguères à 15 km à vol d'oiseau, est de 7,6 °C et le cumul annuel moyen de précipitations est de 737,3 mm,. Pour l'avenir, les paramètres climatiques de la commune estimés pour 2050 selon différents scénarios d'émission de gaz à effet de serre sont consultables sur un site dédié publié par Météo-France en novembre 2022.

### Milieux naturels et biodiversité

#### Espaces protégés
La protection réglementaire est le mode d’intervention le plus fort pour préserver des espaces naturels remarquables et leur biodiversité associée,.
Dans ce cadre, la commune fait partie.
Un  espace protégé est présent sur la commune : 
le parc naturel régional des Pyrénées catalanes, créé en 2004 et d'une superficie de 139 062 ha, qui s'étend sur 66 communes du département. Ce territoire s'étage des fonds maraîchers et fruitiers des vallées de basse altitude aux plus hauts sommets des Pyrénées-Orientales en passant par les grands massifs de garrigue et de forêt méditerranéenne,.

#### Réseau Natura 2000

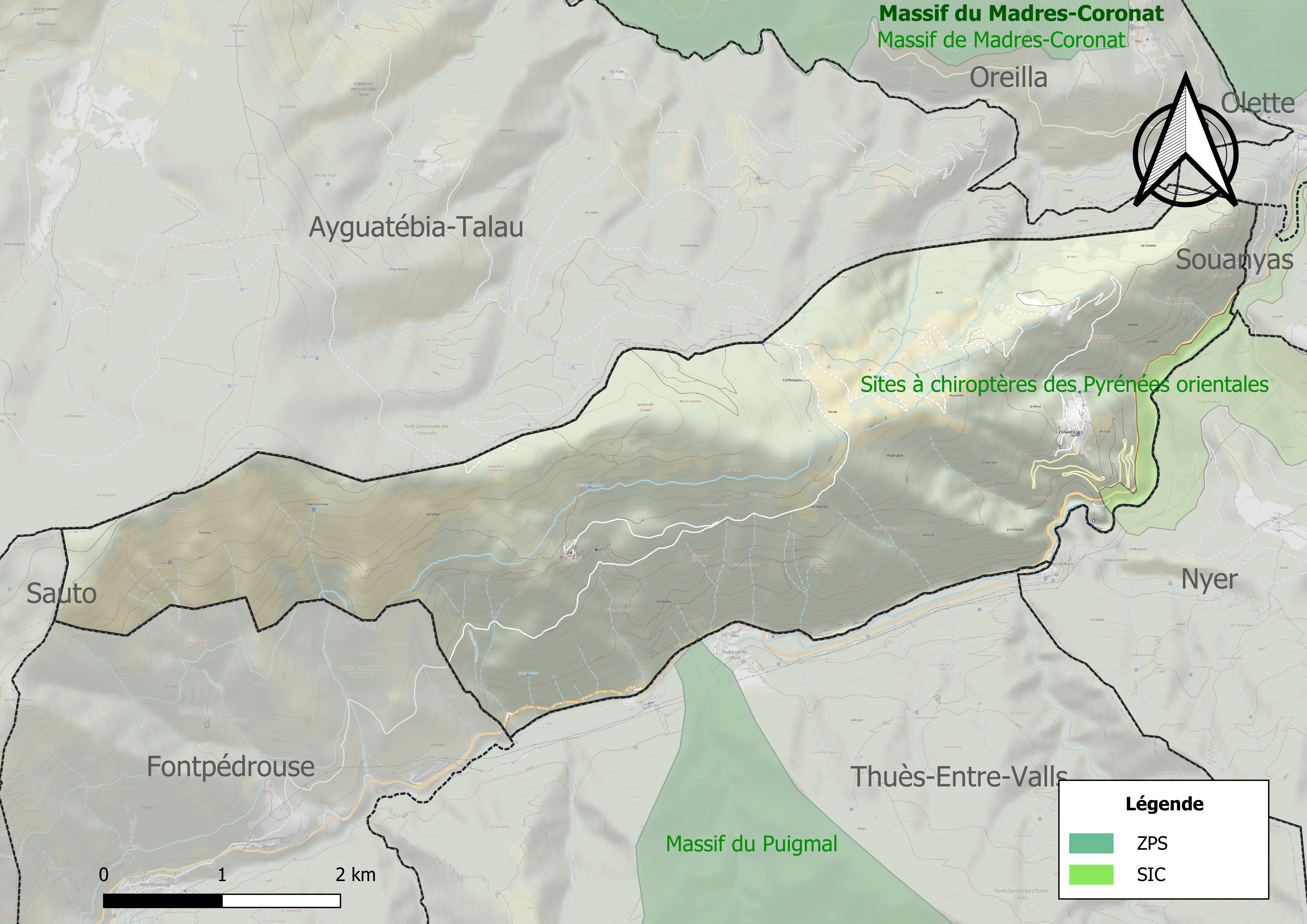
Site Natura 2000 sur le territoire communal.

Le réseau Natura 2000 est un réseau écologique européen de sites naturels d'intérêt écologique élaboré à partir des directives habitats et oiseaux, constitué de zones spéciales de conservation (ZSC) et de zones de protection spéciale (ZPS).
Un site Natura 2000 a été défini sur la commune au titre de la directive habitats : les « sites à chiroptères des Pyrénées-Orientales », d'une superficie de 2 437 ha, abritent  d'importantes colonies d'espèces de chauves-souris d'intérêt communautaire.

#### Zones naturelles d'intérêt écologique, faunistique et floristique
L’inventaire des zones naturelles d'intérêt écologique, faunistique et floristique (ZNIEFF) a pour objectif de réaliser une couverture des zones les plus intéressantes sur le plan écologique, essentiellement dans la perspective d’améliorer la connaissance du patrimoine naturel national et de fournir aux différents décideurs un outil d’aide à la prise en compte de l’environnement dans l’aménagement du territoire.
Une ZNIEFF de type 1 est recensée sur la commune :
la « mine d'Olette » (10 ha), couvrant 2 communes du département et une ZNIEFF de type 2, : 
le « versant sud du massif du Madres » (27 267 ha), couvrant 27 communes du département.

Carte des ZNIEFF de type 1 et 2 à Canaveilles.
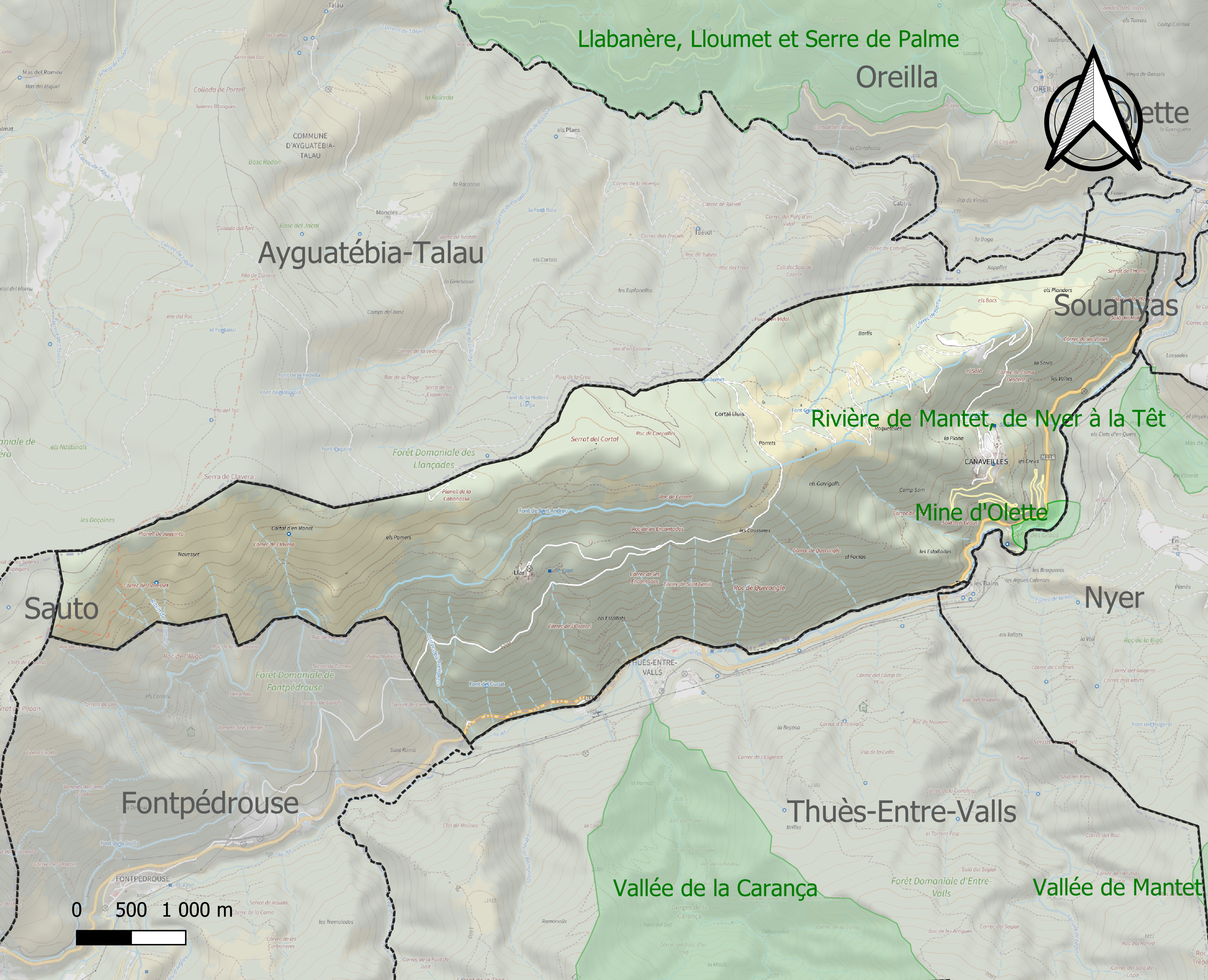
Carte de la ZNIEFF de type 1 sur la commune.
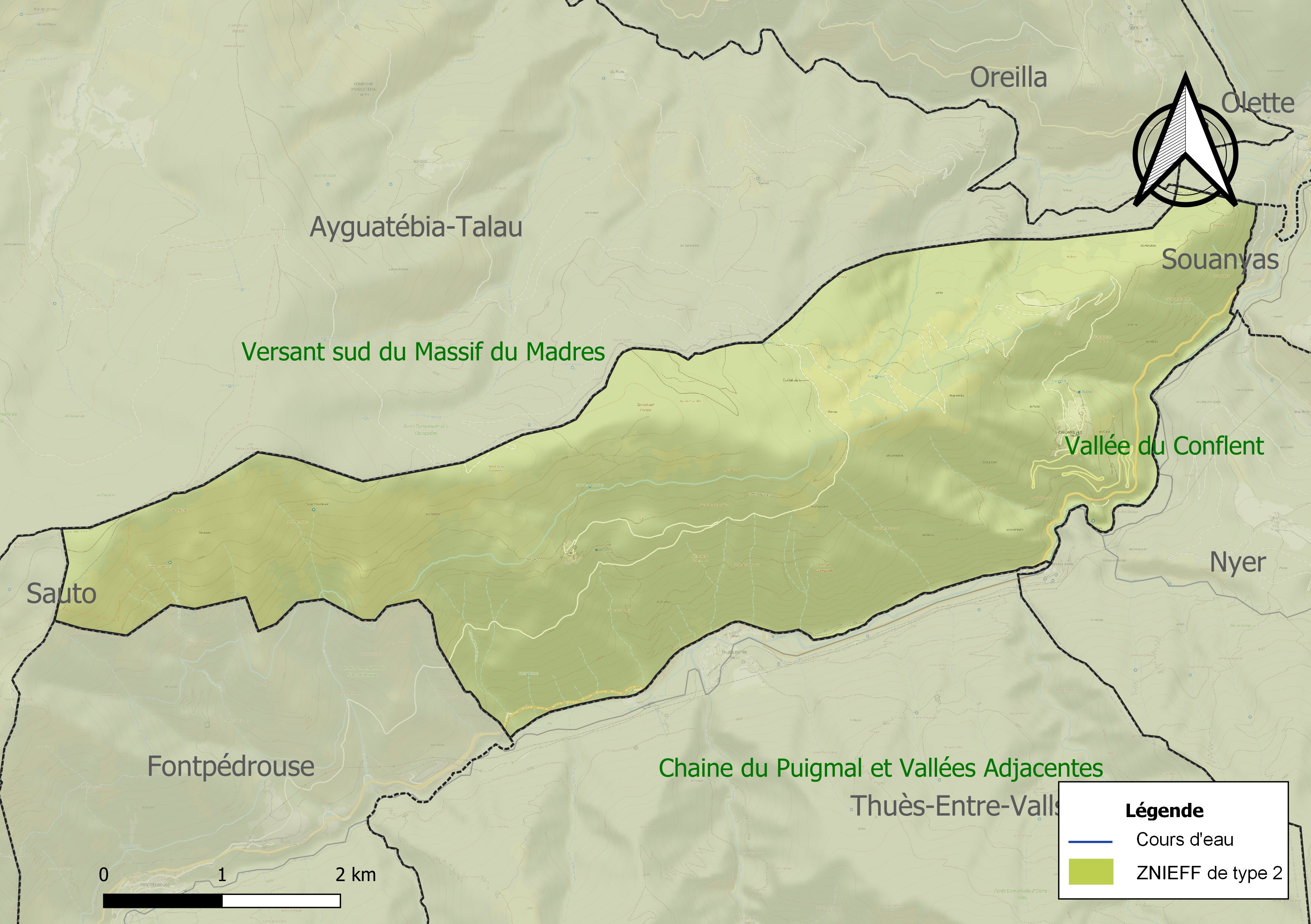
Carte de la ZNIEFF de type 2 sur la commune.

## Urbanisme

### Typologie
Au 1er janvier 2024, Canaveilles est catégorisée commune rurale à habitat très dispersé, selon la nouvelle grille communale de densité à sept niveaux définie par l'Insee en 2022.
Elle est située hors unité urbaine et hors attraction des villes,.

### Occupation des sols
L'occupation des sols de la commune, telle qu'elle ressort de la base de données européenne d’occupation biophysique des sols Corine Land Cover (CLC), est marquée par l'importance des forêts et milieux semi-naturels (100 % en 2018), une proportion identique à celle de 1990 (100 %). La répartition détaillée en 2018 est la suivante : 
milieux à végétation arbustive et/ou herbacée (75,1 %), forêts (19,6 %), espaces ouverts, sans ou avec peu de végétation (5,4 %). L'évolution de l’occupation des sols de la commune et de ses infrastructures peut être observée sur les différentes représentations cartographiques du territoire : la carte de Cassini (XVIIIe siècle), la carte d'état-major (1820-1866) et les cartes ou photos aériennes de l'IGN pour la période actuelle (1950 à aujourd'hui).

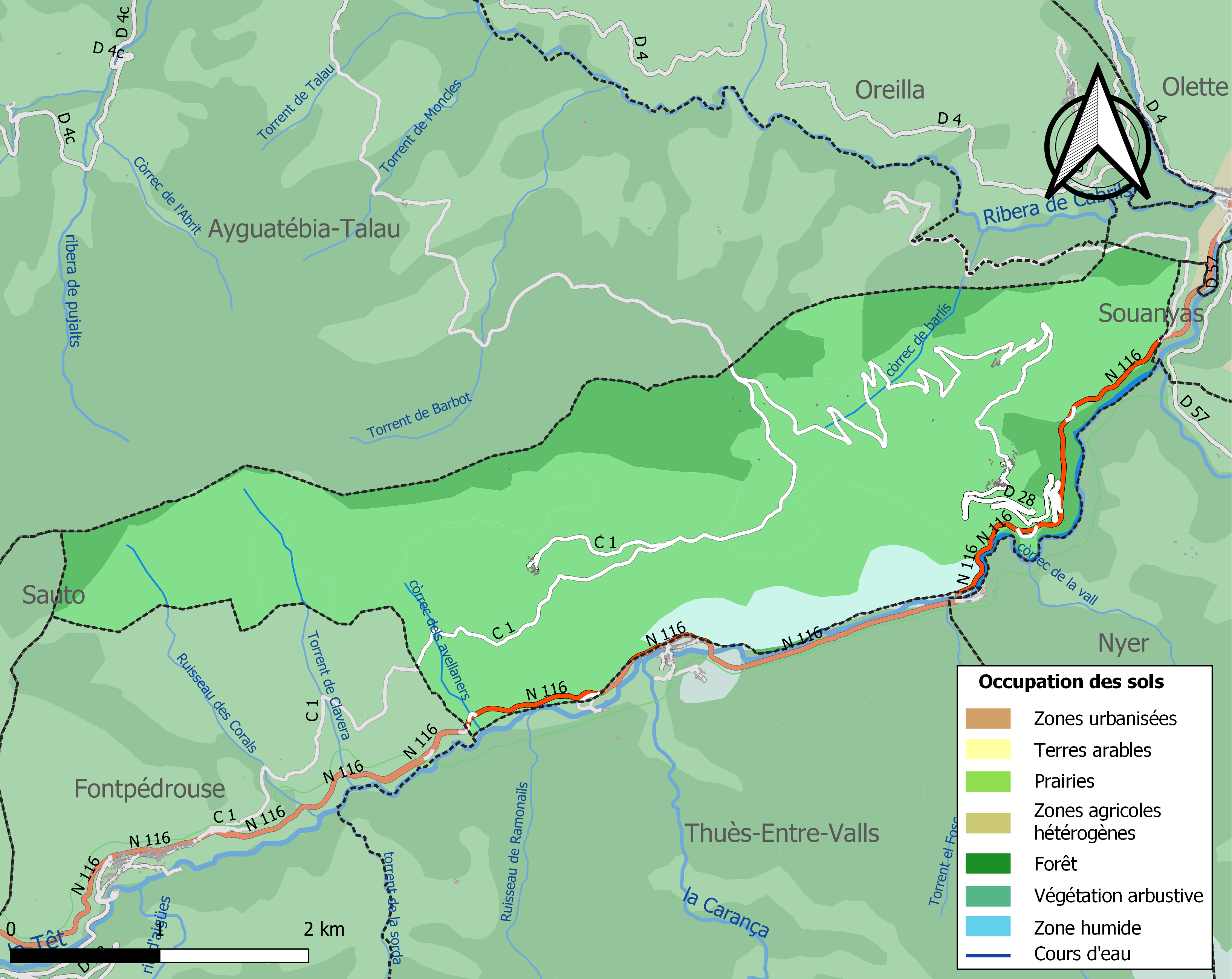
Carte des infrastructures et de l'occupation des sols de la commune en 2018 (CLC).

### Voies de communication et transports
- Gare d'Olette - Canaveilles-les-Bains.

### Risques majeurs
Le territoire de la commune de Canaveilles est vulnérable à différents aléas naturels : inondations, climatiques (grand froid ou canicule), feux de forêts, mouvements de terrains, avalanche  et séisme (sismicité moyenne). Il est également exposé à deux risques technologiques, le transport de matières dangereuses et la rupture d'un barrage, et à deux risques particuliers, les risques radon et minier,.

#### Risques naturels

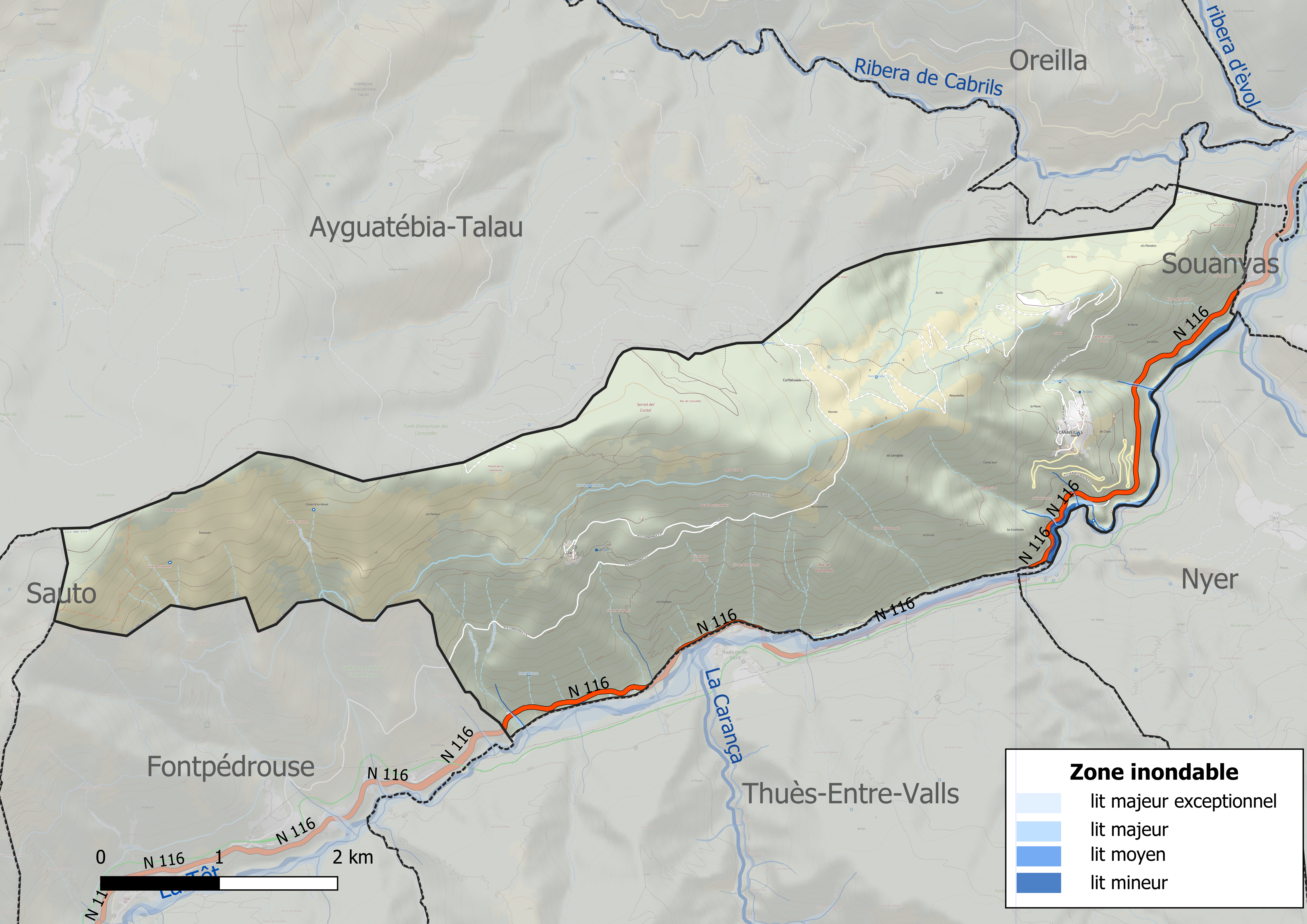
Zones inondables de la commune de Canaveilles.

Certaines parties du territoire communal sont susceptibles d’être affectées par le risque d’inondation par crue torrentielle de cours d'eau du bassin de la Têt.
Les mouvements de terrains susceptibles de se produire sur la commune sont soit des glissements de terrains, soit des chutes de blocs, soit des effondrements liés à des cavités souterraines.. L'inventaire national des cavités souterraines permet par ailleurs de localiser celles situées sur la commune

#### Risques technologiques
Le risque de transport de matières dangereuses sur la commune est lié à sa traversée par une route à fort trafic. Un accident se produisant sur une telle infrastructure est en effet susceptible d’avoir des effets graves au bâti ou aux personnes jusqu’à 350 m, selon la nature du matériau transporté. Des dispositions d’urbanisme peuvent être préconisées en conséquence.
Dans le département des Pyrénées-Orientales, on dénombre sept grands barrages susceptibles d’occasionner des dégâts en cas de rupture. La commune fait partie des 66 communes susceptibles d’être touchées par l’onde de submersion consécutive à la rupture d’un de ces barrages, le Barrage des Bouillouses sur la Têt, un ouvrage de 17,5 m de hauteur construit en 1910.

#### Risque particulier
La commune est concernée par le risque minier, principalement lié à l’évolution des cavités souterraines laissées à l’abandon et sans entretien après l’exploitation des mines.
Dans plusieurs parties du territoire national, le radon, accumulé dans certains logements ou autres locaux, peut constituer une source significative d’exposition de la population aux rayonnements ionisants. Toutes les communes du département sont concernées par le risque radon à un niveau plus ou moins élevé. Selon la classification de 2018, la commune de Canaveilles est classée en zone 3, à savoir zone à potentiel radon significatif.

## Toponymie
En catalan, le nom de la commune est Canavelles.
Le nom de Canavelles apparaît dès 847.

## Histoire
La commune de Llar est rattachée à la commune de Canaveilles en 1821.

## Politique et administration

### Canton
Dès 1790, la commune de Canaveilles est incluse dans le canton d'Olette, qu'elle ne quitte plus par la suite.
À compter des élections départementales de 2015, la commune est incluse dans le nouveau canton des Pyrénées catalanes.

### Administration municipale

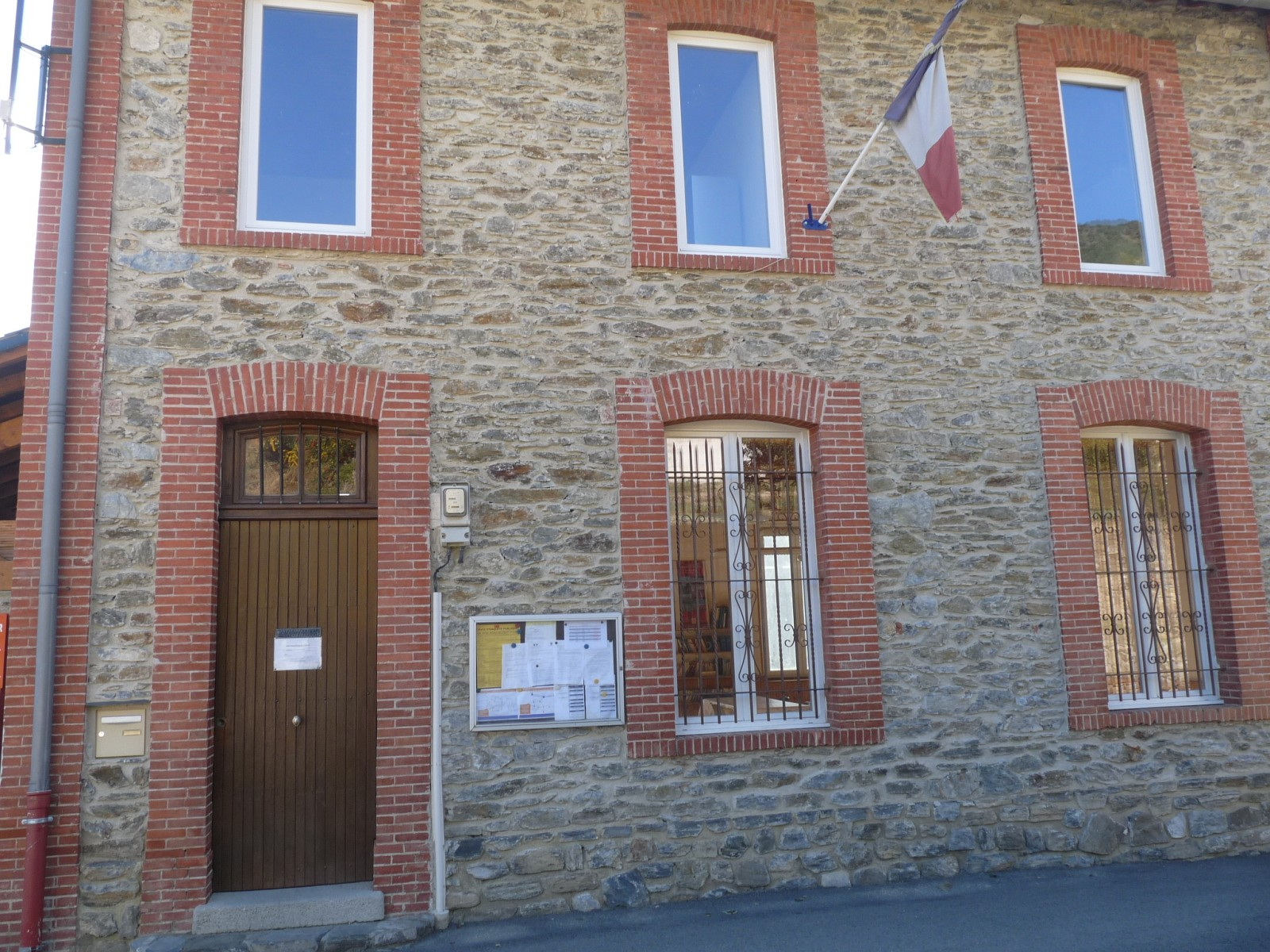
La mairie de Canaveilles.

### Liste des maires
| Période   | Période  | Identité        | Étiquette | Qualité |
| --------- | -------- | --------------- | --------- | ------- |
|           |          |                 |           |         |
| mars 2001 | 2008     | Alain Reig      | DVG       |         |
| mars 2008 | 2020     | Bernard Malpas, |           |         |
| 2020      | En cours | Sébastien Nens  |           |         |

## Population et société

### Démographie ancienne
La population est exprimée en nombre de feux (f) ou d'habitants (H).
| 1358 | 1365 | 1378 | 1424 | 1470 | 1515 | 1553 | 1709 | 1720 |
| ---- | ---- | ---- | ---- | ---- | ---- | ---- | ---- | ---- |
| 12 f | 15 f | 8 f  | 2 f  | 2 f  | 4 f  | 7 f  | 25 f | 12 f |

| 1767  | 1774 | 1789 | - | - | - | - | - | - |
| ----- | ---- | ---- | - | - | - | - | - | - |
| 150 H | 30 f | 30 f | - | - | - | - | - | - |

Notes :
- 1365 : dont 5 f pour Cerola ;
- 1378 : dont 3 f pour Cerola.

### Démographie contemporaine
L'évolution du nombre d'habitants est connue à travers les recensements de la population effectués dans la commune depuis 1793. Pour les communes de moins de 10 000 habitants, une enquête de recensement portant sur toute la population est réalisée tous les cinq ans, les populations de référence des années intermédiaires étant quant à elles estimées par interpolation ou extrapolation. Pour la commune, le premier recensement exhaustif entrant dans le cadre du nouveau dispositif a été réalisé en 2007.

En 2022, la commune comptait 43 habitants, en évolution de +34,38 % par rapport à 2016 (Pyrénées-Orientales : +3,92 %, France hors Mayotte : +2,11 %).
| 1793 | 1800 | 1806 | 1821 | 1831 | 1836 | 1841 | 1846 | 1851 |
| ---- | ---- | ---- | ---- | ---- | ---- | ---- | ---- | ---- |
| 170  | 155  | 154  | 189  | 272  | 292  | 294  | 315  | 295  |

| 1856 | 1861 | 1866 | 1872 | 1876 | 1881 | 1886 | 1891 | 1896 |
| ---- | ---- | ---- | ---- | ---- | ---- | ---- | ---- | ---- |
| 272  | 281  | 254  | 225  | 249  | 203  | 209  | 226  | 210  |

| 1901 | 1906 | 1911 | 1921 | 1926 | 1931 | 1936 | 1946 | 1954 |
| ---- | ---- | ---- | ---- | ---- | ---- | ---- | ---- | ---- |
| 205  | 194  | 180  | 140  | 122  | 94   | 83   | 57   | 57   |

| 1962 | 1968 | 1975 | 1982 | 1990 | 1999 | 2006 | 2007 | 2012 |
| ---- | ---- | ---- | ---- | ---- | ---- | ---- | ---- | ---- |
| 47   | 27   | 40   | 50   | 73   | 58   | 50   | 49   | 48   |

| 2017 | 2022 | - | - | - | - | - | - | - |
| ---- | ---- | - | - | - | - | - | - | - |
| 26   | 43   | - | - | - | - | - | - | - |

Note : à partir de 1826, la population recensée inclut celle de Llar.
| selon la population municipale des années : | 1968 | 1975 | 1982 | 1990 | 1999 | 2006 | 2009 | 2013 |
| Rang de la commune dans le département      | 223  | 175  | 215  | 188  | 206  | 207  | 208  | 209  |
| Nombre de communes du département           | 232  | 217  | 220  | 225  | 226  | 226  | 226  | 226  |

### Manifestations culturelles et festivités
- Fête patronale : 11 novembre[51].

## Économie

### Emploi
|                | 2008   | 2013   | 2018   |
| -------------- | ------ | ------ | ------ |
| Commune        | 5,1 %  | 3,7 %  | 21,4 % |
| Département    | 10,3 % | 12,9 % | 13,3 % |
| France entière | 8,3 %  | 10 %   | 10 %   |

En 2018, la population âgée de 15 à 64 ans s'élève à 13 personnes, parmi lesquelles on compte 50 % d'actifs (28,6 % ayant un emploi et 21,4 % de chômeurs) et 50 % d'inactifs,. En  2018, le taux de chômage communal (au sens du recensement) des 15-64 ans est supérieur à celui du département et de la France, alors qu'en 2008 la situation était inverse.
La commune est hors attraction des villes,. Elle compte 4 emplois en 2018, contre 8 en 2013 et 13 en 2008. Le nombre d'actifs ayant un emploi résidant dans la commune est de 4, soit un indicateur de concentration d'emploi de 99,5 % et un taux d'activité parmi les 15 ans ou plus de 29,2 %.
Sur ces 4 actifs de 15 ans ou plus ayant un emploi, 1 travaillent dans la commune, soit 25 % des habitants. Pour se rendre au travail, la totalité des habitants utilise un véhicule personnel ou de fonction à quatre roues.

### Activités
4 établissements sont implantés  à Canaveilles au 31 décembre 2019.
Le secteur de l'administration publique, l'enseignement, la santé humaine et l'action sociale est prépondérant sur la commune puisqu'il représente 25 % du nombre total d'établissements de la commune (1 sur les 4 entreprises implantées  à Canaveilles), contre 13,9 % au niveau départemental.
Aucune exploitation agricole ayant son siège dans la commune n'est recensée lors du recensement agricole de 2020 (trois en 1988),.

## Culture locale et patrimoine

### Monuments et lieux touristiques
- L'église Saint-Martin de Canaveilles, église romane ; c'est l'église paroissiale, située au bourg.
- L'église Saint-André de Llar, église romane située à Llar.
- L'église Saint-Pierre des Graus, église romane, dite aussi de Serola ou d'Eixalada, située au nord du défilé des Graus, sur un replat au-dessus de la route nationale 116. Il n'en reste que peu de vestiges.
- Église nouvelle Saint-André de Llar.

Canaveilles a la particularité de ne pas posséder de monument aux morts sur son territoire.

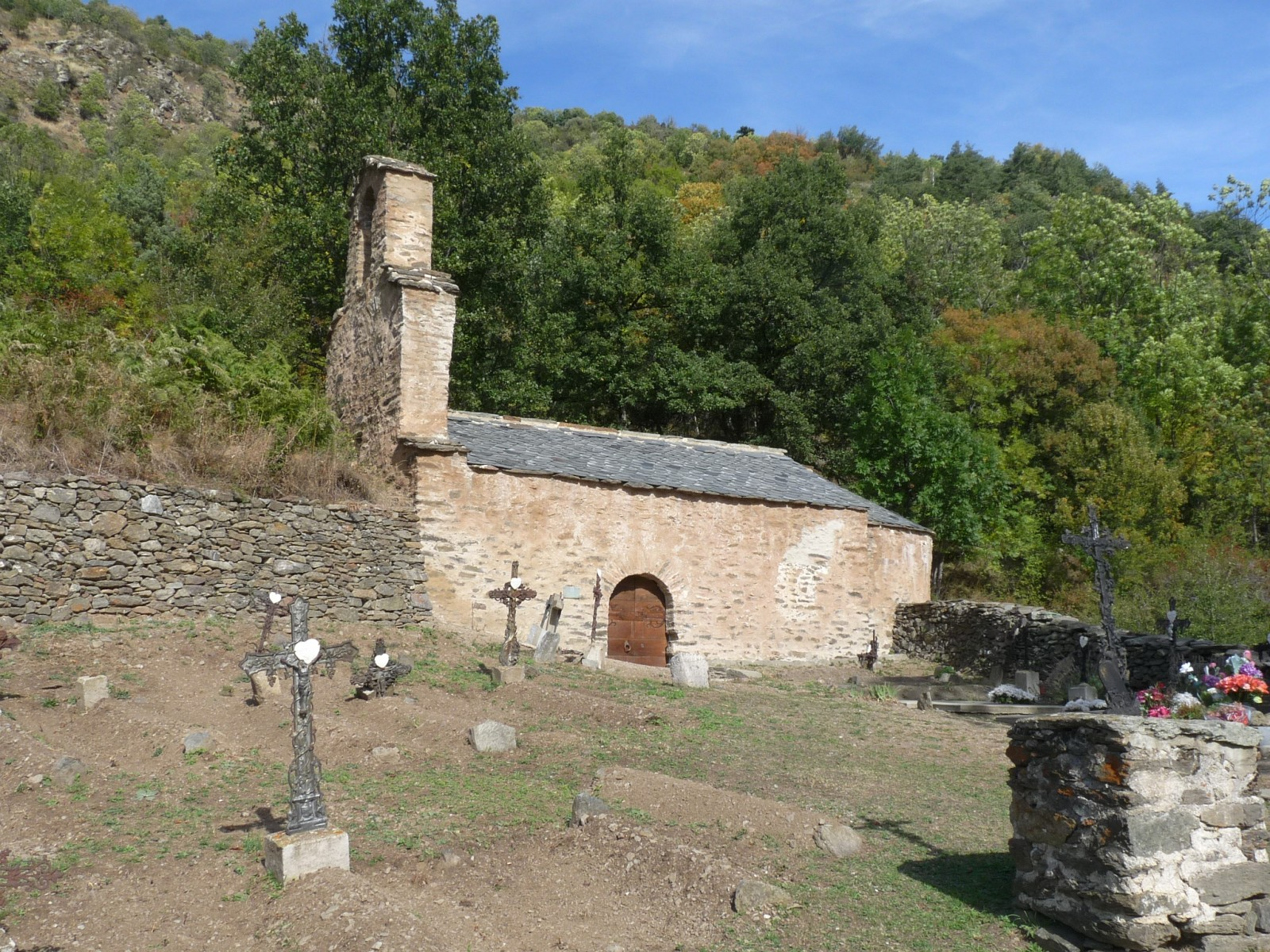
Église Saint-André de Llar
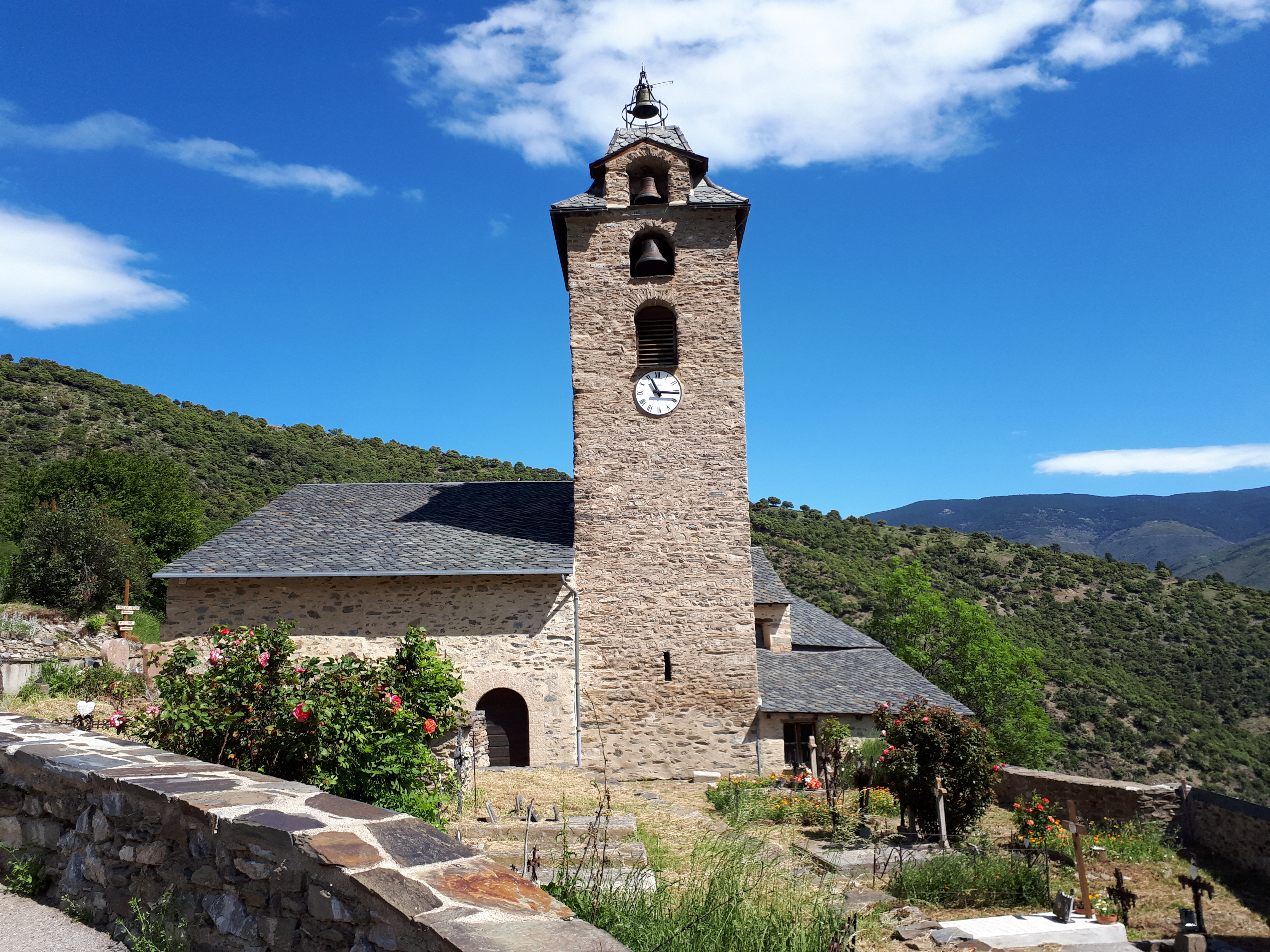
Église Saint-Martin de Canaveilles
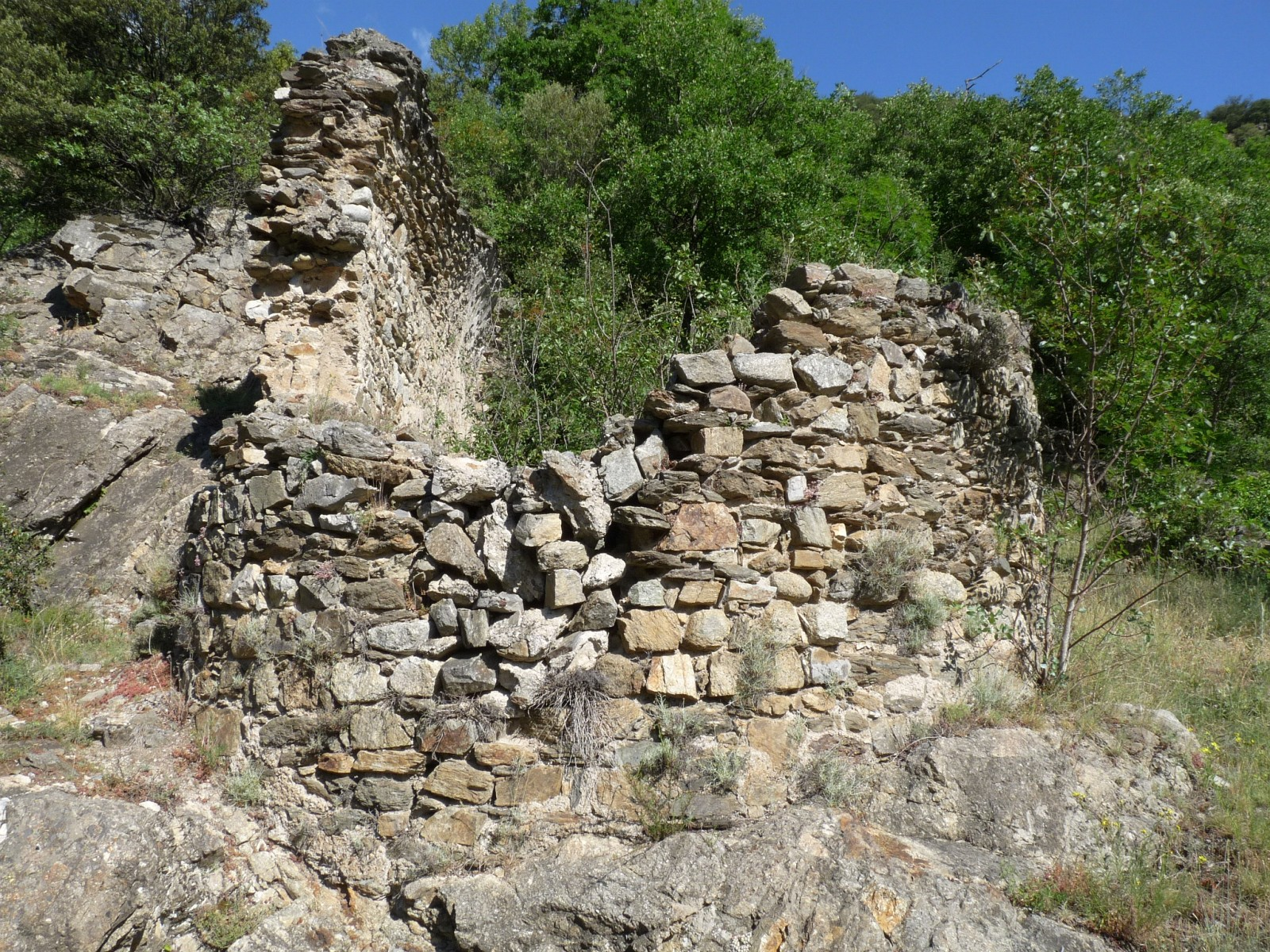
Église Saint-Pierre des Graus
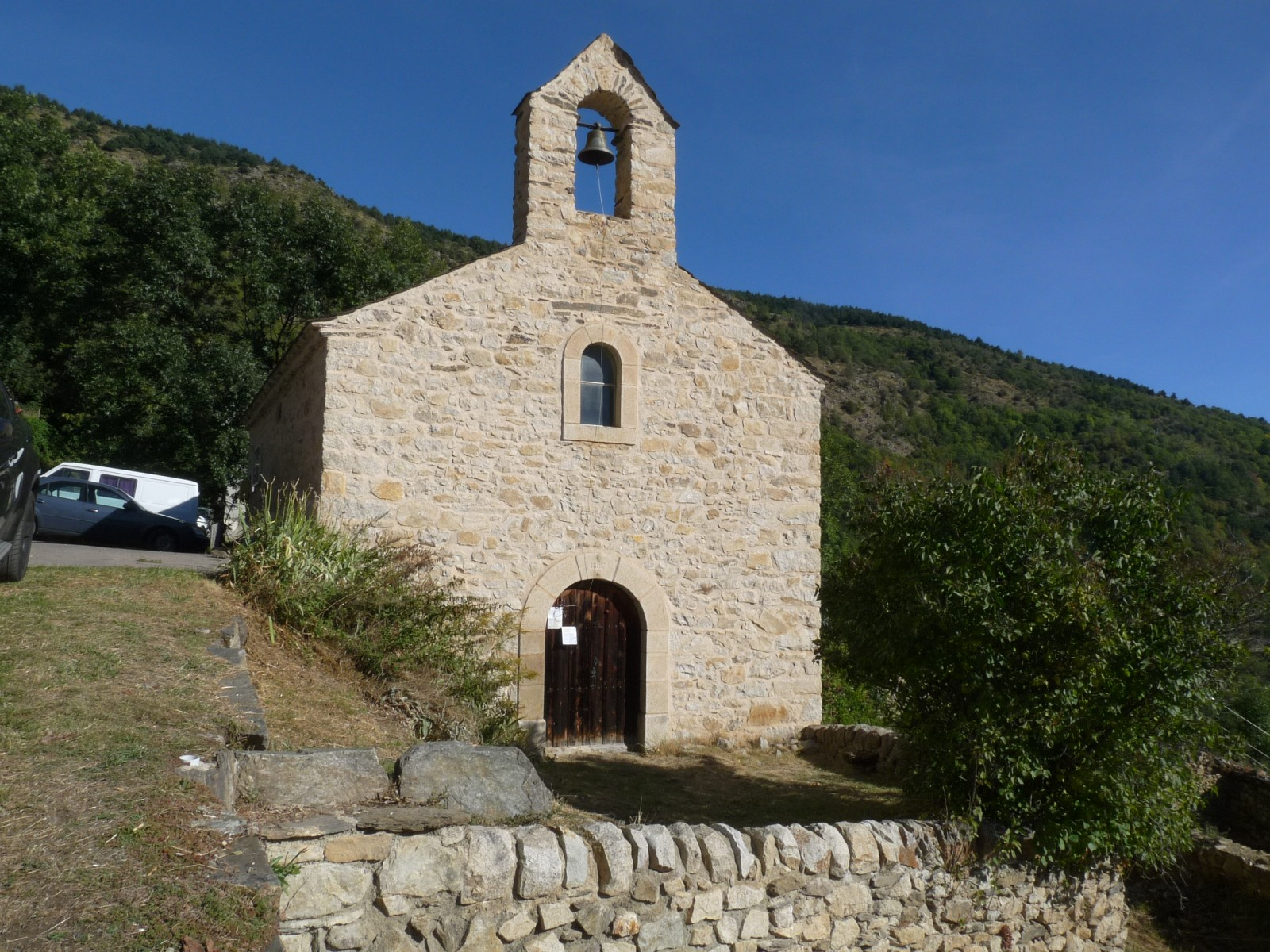
Église nouvelle Saint-André de Llar